# Шейла Лаво
Ше́йла Лаво́ (англ. Shayla LaVeaux, нар. 27 грудня 1969, Голден, Колорадо, США) — американська порноакторка та стриптизерка.

## Життєпис
Народилася в Голдені, штат Колорадо, США. Закінчила Wheat Ridge High School.
У 18 років Лаво почала танцювати стриптиз в Shotgun Willie's, топлес-барі в Глендейлі, штат Колорадо. Потім танцювала на парубочих вечірках. Пізніше починає зніматися для чоловічих журналів, таких як Playboy, Penthouse і Hustler, щоб побудувати особистий бренд.
У 1992 році почала зніматися у порнофільмах. Її перша сцена була з її другом Алексісом Девелом, якого вона супроводжувала на зйомках, спочатку не збиралася зніматися, але її запитали, чи вона хоче замінити іншу виконавицю, яка не з'явилася. У 1993 році знімається за контрактом з режисером Полом Норманом. Одного разу знімалася по річному контракту зі студією VCA Pictures. Також озвучувала хентай.

## Нагороди
- 1994 премія Adam Film World — нова старлетка
- 1994 AVN Award — краща нова старлетка
- 1994 XRCO Award — нова старлетка
- 1997 AVN Award — найскандальніша сексуальна сцена — Shock (з T. T. Boy і Вінсом Войером)[5]
- 2001 включена до Зали слави AVN
- 2008 включена до Зали слави XRCO[6]